# ヴィンセントが教えてくれたこと
『ヴィンセントが教えてくれたこと』（St. Vincent）は、2014年のアメリカ合衆国のコメディドラマ映画。監督と脚本を担当したセオドア・メルフィは、本作が劇場公開映画のデビュー作である。ビル・マーレイがタイトルの登場人物を演じ、他にメリッサ・マッカーシー、ジェイデン・リーバハー、ナオミ・ワッツ、クリス・オダウドも出演している。
本作は2014年のトロント国際映画祭で「最優秀ピープルズ・チョイス・アワード」の次点に選出され、初公開された。2014年10月10日から限定劇場公開、そして10月24日には範囲が広げられ拡大公開された。同日、フランスではネットフリックスで公開された。

## ストーリー
1日をバーやベルモントパーク競馬場へ通って過ごすという生活を送っている老人のヴィンセント・マッケンナは、ペルシャ猫の愛猫フィリックスと共に住む自宅を担保に銀行から借金をして暮らしていた。だが酒とギャンブル漬けの毎日を続けていたため融資も限度額を超えてしまい、時折売春を頼む妊婦のロシア人ストリッパー、ダカ・パリモヴァへ支払う代金や、賭け金として高利貸しのズッコから借りた金も出せずにいた。そんな彼の自宅の隣に、別の女性と浮気した夫に愛想を尽かしてシングルマザーとなったマギーとその息子オリヴァーのブロンスタイン一家が引っ越してきたが、引っ越し業者が起こした事故を発端にヴィンセントが口汚くマギーを罵り、2人から見た彼の第一印象は最悪だった。
翌日転校先の聖パトリック小学校に登校したオリヴァーは、いじめっ子の大柄なロバート・オシンスキーに早速目をつけられる。体力がないオリヴァーが体育の時間を終えると、彼の財布や家の鍵、スマホなどの荷物がオシンスキーらに盗られていた。仕方なくそのまま下校したオリヴァーが家に入れずに困っていたとき、ヴィンセントが帰宅してきたため彼に話しかけ電話を貸してもらえないか頼む。嫌々ながら電話を貸したヴィンセントは、医療技術者として多忙なマギーから帰るまでオリヴァーを預かって欲しいと頼まれ、手間賃として1時間12ドルを要求し受け入れる。オリヴァーはフィリックスに懐かれ、マギーの帰りをヴィンセントと時々話しながら待ち、夜帰ってきたマギーが彼の自宅を訪ねる。手間賃を受け取りシッターがいないことを彼女から聞いたヴィンセントは、食事抜きなら11ドルで面倒を見ると申し出る。オリヴァーはヴィンセントと話してから彼のことを面白いおじいさんと感じ、不安そうなマギーに老人だから心配いらないと言う。
ヴィンセントが迎えに行ったダカからストリップ劇場を解雇されたことの愚痴を聞いているとき、学校では教師のブラザー・ジェラティが聖人とはどんな人物かを考える授業を行っていた。仕事を終えオリヴァーの迎えに行こうとしたマギーだが病欠した技師の代役をしなければならなくなり、ヴィンセントに学校までオリヴァーを迎えに行ってもらうよう頼む。オリヴァーは迎えに来たヴィンセントからマギーに連絡するよう言われて公衆電話で電話をかけているとき、オシンスキーらに絡まれ暴力を振るわれるが、ヴィンセントが介入し彼らを追い払う。そして2人は介護施設「サニーサイド」に到着し、ヴィンセントが医者の格好をして彼のアルツハイマー型認知症の妻サンディに会い話しをする。帰宅したオリヴァーは、いじめっ子との戦い方をヴィンセントから指南されながら過ごす。
一方マギーは元夫のデヴィッドからオリヴァーの親権を争い裁判を起こされ、家庭裁判所に召集されることになる。検査料を持ち合わせておらず保険料も払えないダカは、胎児の超音波検査後ヴィンセントと夫婦の振りをして保険の自己負担分だけを彼が払う。学校でオシンスキーから顔面にボールを当てられたオリヴァーは、ヴィンセントに教えられた通りの方法でオシンスキーに反撃し、初めて倒すことに成功する。ヴィンセントと打ち解けたオリヴァーは、その後もマギーの留守中彼に連れられ競馬場やバーへ行き今までにない楽しい経験を重ね、オシンスキーと話して同じ境遇の彼とも仲良くなっていく。しかし、ヴィンセントはオリヴァーに喧嘩の仕方を教えたことがマギーに知られ、彼女からシッターを辞めてもらうと伝えられる。さらに介護施設の料金を滞納していたため、管理者からサンディの退去を検討するよう言われる。

## キャスト
ヴィンセント・マッケンナ
演 - ビル・マーレイ、日本語吹替 - 江原正士
ブルックリンに住む引退した老人。
偏屈な性格で人当たりも悪く、周りの人々からは敬遠されている。かつてベトナム戦争に従軍したベトナム帰還兵。妻のサンディがアルツハイマー型認知症になってから、酒とギャンブルに依存する毎日を送っている。オリヴァーたちが引っ越してくるまでは、愛猫のフィリックスと買春相手のダカにだけ心を開いていた。度々介護施設にサンディの洗濯物を取りに行き、自分の顔も忘れてしまった彼女と会話する際は医者として接する。最初は嫌々オリヴァーを預かったが次第に打ち解け、彼をマギーに内緒で競馬場やバーに連れまわしたり、兵士時代の経験を基にしていじめっ子を撃退する武術を教える。所持金がほとんど無いため高級介護施設への料金を滞納し続け、施設側からもっと安い施設へのサンディの移動を迫られる。愛車は2代目クライスラー・レバロンで、引っ越し業者の事故によって前部を破損される。カセットテープのウォークマンを愛用している。
マギー・ブロンスタイン
演 - メリッサ・マッカーシー、日本語吹替 - 斉藤貴美子
ヴィンセント宅の隣に引っ越してきたブロンスタイン家の母親。
別居している夫 デヴィッドとは離婚準備中で、シングルマザーとして生活費やオリヴァーの学費を稼ぐため夜遅くまで医療技術者の仕事をしている。不安感を持ちながらも他に頼める人がいないため、ヴィンセントに1時間12ドルで放課後のオリヴァーのシッターを頼む。オリヴァーのことを大切に思い、浮気して自分を裏切ったデヴィッドに親権を渡すことがないよう裁判で争う。
オリヴァー・ブロンスタイン
演 - ジェイデン・リーバハー、日本語吹替 - 宇山玲加
ブロンスタイン家の1人息子である12歳の少年。
周りの子供と比べて冷めた性格。体育の授業では腹筋ができず、走るとすぐ息切れするなどクラス内で最も体力がなく、転校早々いじめっ子のオシンスキー達にいじめられる。ヴィンセントと話して彼が悪い人じゃないと感じ、2人で様々な場所へ出かけている内に本来の子供らしさが戻っていく。彼と訪れた競馬場で馬を勘で選んで3連単を当て、手にした大金をヴィンセントと分け合う。オシンスキーとは、ヴィンセントから伝授された武術で反撃後和解し友達になる。マギーの心情を理解しつつ、父親に会いたいと思っている。
ダカ・パリモヴァ
演 - ナオミ・ワッツ、日本語吹替 - 八十川真由野
ストリップ劇場で働くロシア人ストリッパーおよび売春婦。
売春の常連であるヴィンセントとは親しく、行為後によく劇場まで送ってもらう。妊婦のため客がつかないため以前より稼げず、検査費がないため胎児の性別がわからない。身重で動きにキレがなくなり、その結果劇場から解雇通告される。
ブラザー・ジェラティ
演 - クリス・オダウド、日本語吹替 - 斎藤寛仁
オリヴァーが転校した聖パトリック小学校の教師でカトリックの神父。
授業でオリヴァーたち生徒に聖人とはどんな人かを問いかけ、自分の聖人を紹介するという宿題を出す。
アナ
演 - キンバリー・クイン
高級介護施設「サニーサイド」で働いている看護師。
洗濯物を取りに来るヴィンセントとは顔なじみで、親身になって彼の希望を聞いてくれる。
サンディ
演 - ドナ・ミッチェル
サニーサイドに入所しているヴィンセントの妻。
アルツハイマー型認知症が進行しているため、時たま夫の名前を思い出すが彼の顔などほぼ全ての以前の記憶がなくなっている。
ズッコ
演 - テレンス・ハワード
競馬場でギャンブラー相手に賭け金の借金を仲介している人物。
貸した金を2週間以内に返すようヴィンセントに言う。
ロバート・オシンスキー
演 - ダリオ・バロッソ、日本語吹替 - 村瀬歩
オリヴァーと同クラスのプエルトリコ系ポーランド人の大柄な少年。
ひ弱なオリヴァーをいじめていたが、反撃されてからは態度を改めて似た境遇の彼と友達になる。オシンスキーと呼ばれるのを嫌がっている。
ロジャー
演 - レイ・ヤンニチェッリ、日本語吹替 - さかき孝輔
ヴィンセントがいつも通っているバーの老店主。
毎回ヴィンセントの過度な飲酒を戒めるが、彼は聞く耳を持たない。
デヴィッド
演 - スコット・アドシット
弁護士でマギーの別居中の夫。
浮気してマギーに逃げられたが、オリヴァーの親権を争い彼女に対して裁判を起こす。
テリー
演 - ネイト・コードリー
銀行の窓口担当者。
融資の相談に来たヴィンセントに、自宅を担保にした融資が限度額を超えたことを説明する。
ミッチェル
演 - レニー・ヴェニート
小学校で体育の授業を担当している教師。
オリヴァーがあまりにも運動ができないため、前の学校に体育の授業があったか尋ねる。
シャーリー
演 - アン・ダウド
サニーサイドの管理者。
料金を滞納しているヴィンセントに、サンディをもっと費用が安いところへ移動させることを勧める。
ガス
演 - レグ・E・キャシー
ロジャーのバーの常連客。
ヴィンセントとは顔見知りで、飲み過ぎたヴィンセントを度々なだめる。
リンダ
演 - ディードル・オコンネル、日本語吹替 - 藤田奈央
ロジャーのバーの常連客。
ガスと同様にヴィンセントとは顔見知り。

## スタッフ
- 監督・脚本 - セオドア・メルフィ
- 製作 - ピーター・チャーニン、セオドア・メルフィ、フレッド・ルース（英語版）、ジェンノ・トッピング
- 製作総指揮 - G・マック・ブラウン、ドン・チードル、ケイ・リバーマン、ディラン・セラーズ、キャスリン・チュース＝アデイル
- 撮影監督 - ジョン・リンドリー,ASC
- プロダクションデザイナー - インバル・ワインバーグ
- 編集 - サラ・フラック（英語版）、ピーター・テッシュナー（英語版）
- 衣裳デザイン - カシア・ワリッカ＝メイモン
- 音楽 - セオドア・シャピロ
- 音楽監修 - ランドール・ポスター
- キャスティングディレクター - ローラ・ローゼンタール

日本語版スタッフ
- 字幕翻訳 - 石田泰子
- 吹替翻訳 - 末武明日香

## 製作
メルフィによって2011年に書かれた脚本は、2011年における映画が未製作で出来がいい脚本のリストであるランクリン・レオナルドの「ブラック・リスト」に含まれていた。
ジャック・ニコルソンが本作に出演すると噂されていたが、2012年7月にビル・マーレイが契約を行った。2013年3月11日、メリッサ・マッカーシーが主演の女性役としてオファーされ、キャストに参加した。3月22日、クリス・オダウドが神父役でキャストに加わった。ナオミ・ワッツは4月22日にロシア人売春婦役でキャストに加えられた。7月19日、スコット・アドシットがマッカーシー演じるキャラクターの元夫役として参加した。オリヴァー役は約4回のオーディションを行った結果、オリヴァーと同様に母子家庭のジェイデン・リーバハーに決定した。
ヴィンセント役のマーレイは猫アレルギーのため猫が苦手だったが、ヴィンセントの飼い猫フィリックス役に起用されたテディとジャガーの2匹はフケなどがなく清潔だったため撮影を乗り切り、マーレイは後に2匹を「プロの猫」と褒めている。
物語序盤にオリヴァーが母親に読み聞かせている本はシェル・シルヴァスタイン作の「おおきな木」である。
登場人物はメルフィの家族が元となっており、ヴィンセントはメルフィの妻で本作にアナ役として参加しているキンバリー・クインのベトナム帰還兵だった亡き父がモデルで、妻は父の死の直前に再会して親友になったという。オリヴァーはメルフィの11歳の姪を元とし、メルフィの兄弟である姪の父親が死去した後メルフィが養子にとり、彼女はシャーマン・オークス・カトリックスクールに入学した。

### 撮影
主要撮影は2013年7月の初週に、ニューヨーク州のブルックリン区とエルモントのベルモントパーク競馬場で開始された。

### 音楽
2013年12月26日、セオドア・シャピロが本作の作曲家として雇われた。ソニー・クラシカル・レコーズから2014年10月27日にサウンドトラックが発売された。他にウィルコのヴォーカル ジェフ・トゥイーディーの新曲「Everyone Hides」「Why Why Why」、ヴィンセントがエンドロールでウォークマンを聴きながら歌うボブ・ディランの「嵐からの隠れ場所（Shelter from the Storm）」、オリヴァーがオシンスキーに反撃するシーンで流れるグリーン・デイの「アイ・フォウト・ザ・ロウ」等多くの楽曲が使用されている。

## 公開
最初の公式予告編は2014年7月に公開された。
本作はワインスタイン・カンパニーが配給し2014年10月24日に範囲を広め拡大公開される前に、限定公開の契約で2014年10月10日に公開された。

## 評価
本作は批評家からは多くの肯定的な評価を受けている。Rotten Tomatoesでは166件のレビューがあり、批評家支持率は77%、平均点は10点満点中6.8点となっている。批評家の意見の要約は「『ヴィンセントが教えてくれたこと』はおもしろい表現形式に戻ったビル・マーレイを見られる相当な喜びを提供するが、途中で次第に危険なほど感傷的な領域へと向かっていく」となっている。またMetacriticでは40件のレビューがあり、加重平均値は64/100で「多くの好評価」となった。CinemaScoreではA+からFの評価の内、観客から付けられた平均の評価はA-となっている。
リチャード・ローパーは本作にA評価を付け、マーレイの演技はゴールデングローブを取ることができると述べた。

### 受賞
| 年   | 映画賞                                              | 賞                                         | 対象                   | 結果       |
| ---- | --------------------------------------------------- | ------------------------------------------ | ---------------------- | ---------- |
| 2014 | 第39回トロント国際映画祭                            | ピープルズ・チョイス・アワード             | セオドア・メルフィ     | ノミネート |
| 2014 | 第39回トロント国際映画祭                            | マスターズ・アワード                       | セオドア・メルフィ     | 3位        |
| 2014 | シカゴ国際映画祭                                    | オーディエンス・チョイス・アワード         | セオドア・メルフィ     | ノミネート |
| 2014 | ハートランド映画祭                                  | Truly Moving Picture Award                 | セオドア・メルフィ     | 受賞       |
| 2014 | インディアナ映画批評家協会賞                        | 助演女優賞                                 | メリッサ・マッカーシー | 次点       |
| 2014 | インディアナ映画批評家協会賞                        | 作品賞                                     | セオドア・メルフィ     | ノミネート |
| 2014 | インディアナ映画批評家協会賞                        | 監督賞                                     | セオドア・メルフィ     | ノミネート |
| 2014 | 第13回ワシントンD.C.映画批評家協会賞                | 若手俳優賞                                 | ジェイデン・リーバハー | ノミネート |
| 2014 | ラスベガス映画批評家協会賞                          | 若手俳優賞                                 | ジェイデン・リーバハー | 受賞       |
| 2014 | セントルイス映画批評家協会賞                        | コメディ映画賞                             | セオドア・メルフィ     | ノミネート |
| 2015 | 第21回全米映画俳優組合賞                            | 助演女優賞                                 | ナオミ・ワッツ         | ノミネート |
| 2015 | フェニックス映画批評家協会賞                        | 若手男優賞                                 | ジェイデン・リーバハー | 受賞       |
| 2015 | 第72回ゴールデングローブ賞                          | 作品賞 (ミュージカル・コメディ部門)        | セオドア・メルフィ     | ノミネート |
| 2015 | 第72回ゴールデングローブ賞                          | 主演男優賞 (ミュージカル・コメディ部門)    | ビル・マーレイ         | ノミネート |
| 2015 | 第20回放送映画批評家協会賞                          | コメディ映画賞                             | セオドア・メルフィ     | ノミネート |
| 2015 | 第20回放送映画批評家協会賞                          | 主演男優賞 (コメディ部門)                  | ビル・マーレイ         | ノミネート |
| 2015 | 第20回放送映画批評家協会賞                          | 主演女優賞 (コメディ部門)                  | メリッサ・マッカーシー | ノミネート |
| 2015 | 第20回放送映画批評家協会賞                          | 若手男優/女優賞                            | ジェイデン・リーバハー | ノミネート |
| 2015 | 全米キャスティング協会賞                            | スタジオまたはインディペンデントコメディ賞 | ローラ・ローゼンサール | ノミネート |
| 2015 | メークアップアーティスト&ヘアースタイリストギルド賞 | ヘアスタイリング賞                         | Suzy Mazzarese-Allison | ノミネート |
| 2015 | 2015 YouReviewers Movie Awards                      | 新人男優賞                                 | ジェイデン・リーバハー | 未決定     |